# Ion Creangă (Neamț)
Pour les articles homonymes, voir Ion Creangă.
Ion Creangă est une commune roumaine du județ de Neamț, dans la région historique de Moldavie et dans la région de développement du Nord-Est.

## Géographie
La commune de Ion Creangă est située dans le sud-est du județ, sur la Plateau moldave et la rive gauche du Siret, à 11 km au sud de Roman et à 58 km à l'est de Piatra Neamț, le chef-lieu du județ.
La municipalité est composée des six villages suivants (population en 1992) :
- Averești (994) ;
- Ion Creangă (2 372), siège de la municipalité ;
- Izvoru (412) ;
- Muncelu ;
- Recea (695) ;
- Stejaru (884).

## Histoire
La première mention écrite du village date de 1473 sous le nom de Brătiești. La commune a changé une première fois de nom en 1908 pour s'appeler Brătianu en hommage à l'homme politique Ion I. C. Brătianu. En 1948, sous le régime communiste, elle a pris son nom actuel en hommage à l'écrivain, né à Târgu Neamț.

## Politique
Le Conseil Municipal de Ion Creangă compte 15 sièges de conseillers municipaux. À l'issue des élections municipales de juin 2008, Petrică Prichia (PNL) a été élu maire de la commune.
| Parti                          | Nombre de conseillers |
| ------------------------------ | --------------------- |
| Parti national libéral (PNL)   | 11                    |
| Parti social-démocrate (PSD)   | 3                     |
| Parti démocrate-libéral (PD-L) | 1                     |

## Religions
En 2002, la composition religieuse de la commune était la suivante :
- Chrétiens orthodoxes, 97,51 % ;
- Catholiques romains, 2,02 % ;
- Pentecôtistes, 0,40 %.

## Démographie
En 2002, la commune comptait 5 683 Roumains (99,96 %). On comptait à cette date 2 219 ménages et 1 958 logements.
| 1992  | 2002  | 2007  |
| ----- | ----- | ----- |
| 5 827 | 5 685 | 5 775 |

## Économie
L'économie de la commune repose sur l'agriculture, la transformation du bois (scieries) et l'élevage. La commun dispose de 3 453 ha de terres arables, de 902 ha de pâturages et de 2 413 ha de forêts.

## Communications

### Routes
Ion Creangă est située sur la route Roman-Vaslui.